# 94. vestlige længdekreds
Den 94. vestlige længdekreds (eller 94 grader vestlig længde) er en længdekreds, der ligger 94 grader vest for nulmeridianen. Den løber gennem Ishavet, Nordamerika, Stillehavet, det Sydlige Ishav og Antarktis.